# Geopark Eiszeitland am Oderrand

Logo des Geoparks Eiszeitland am Oderrand

Der Geopark Eiszeitland am Oderrand liegt im Nordosten des Bundeslandes Brandenburg (im Raum nordöstlich von Berlin) und schließt Teile des Biosphärenreservates Schorfheide-Chorin und des Nationalparks Unteres Odertal ein. Im Geopark Eiszeitland am Oderrand sind alle Elemente der glazialen Serie (Grundmoräne, Endmoräne, Sander und Urstromtal) vollständig erhalten und wie in keiner anderen Region modellhaft ausgeprägt. Er umfasst eine Gesamtfläche von 3.487 km². 
Am 5. September 2006 verlieh die Expertenkommission der GeoUnion Alfred-Wegener-Stiftung in Clausthal-Zellerfeld dem Geopark Eiszeitland am Oderrand den Titel „Nationaler Geopark in Deutschland“.

## Lage

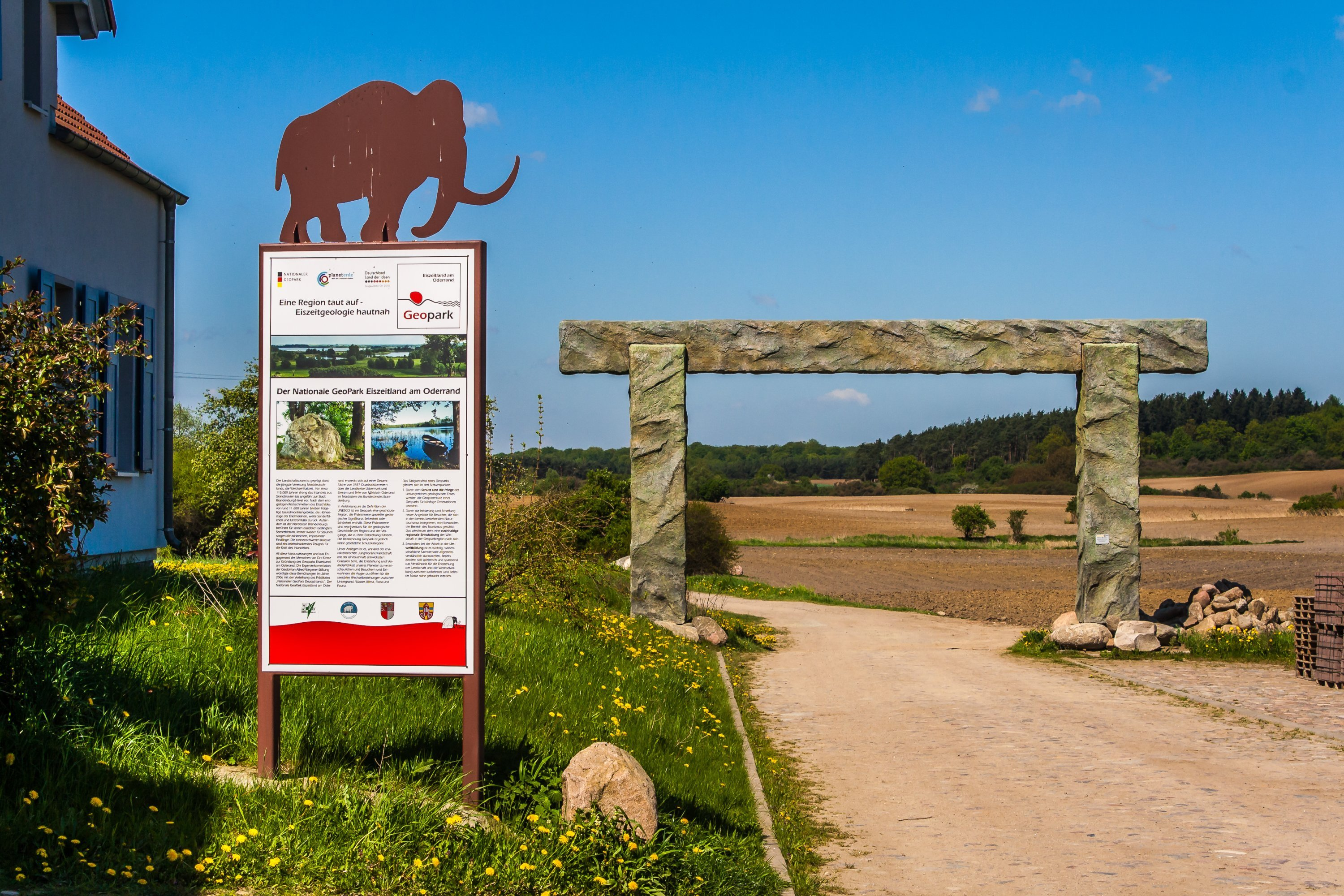
Geopark Gross-Ziethen

Die südliche Grenze verläuft nördlich von Berlin zwischen Bernau und Biesenthal. Im Norden reicht der Geopark bis nach Prenzlau und im Nordwesten an den ehemaligen Nationalen Geopark „Mecklenburgische Eiszeitlandschaft“. Hier schließt der Park die Gemeinden Groß Schönebeck, Templin und Lychen ein. Im Osten verläuft der Park entlang der Grenze zu Polen mit den Gemeinden Bad Freienwalde (Oder), Oderberg, Schwedt/Oder und Gartz (Oder). Im Kern des Geoparks werden die Gemeinden von Angermünde im Norden, über Joachimsthal, Chorin und Eberswalde im Süden umfasst.

## Organisation
Träger des Geoparks Eiszeitland am Oderrand war bis zum 31. Dezember 2012 der europäische Regionale Förderverein e.V., dessen Satzung auch für den Geopark sowie die Prinzipien der Entwicklung einer „Agenda 21“ bindend war. Mit der Entwicklung eines Nationalen GeoParks, einschließlich der Umsetzung des Konzeptes und der Lösung aller auftretenden Probleme, wurden drei Organe berufen: der Sprecherrat, das Kuratorium sowie der Fachbeirat.

## Geologie
Der heutige Landschaftsraum Nordostbrandenburg und damit auch der des Geoparks „Eiszeitland am Oderrand“ wurde vor rund 20.000 bis 15.000 Jahren in der Weichsel-Kaltzeit, der jüngsten der in Nord- und Mitteleuropa aufgetretenen Vergletscherungsphasen, durch das skandinavische Inlandeis glazial geformt. In dieser Landschaft ist die Vielfalt unterschiedlicher glazialer Landschaftsformen modellhaft ausgeprägt. Die vier Elemente der Glazialen Serie – Grundmoräne, Endmoräne, Sander und Urstromtal – sind nur in dieser Region komplett erhalten und vom Thorn-Eberswalder-Urstromtal bis zur Grundmoräne im Rückland des Choriner Endmoränenbogens auf einer Strecke von weniger als 15 km zu erleben. Beachtlich ist, dass die Pommersche Eisrandlage genau durch das Kerngebiet des Geoparks mit den heutigen Orten Ringenwalde, Joachimsthal, Groß-Ziethen, Chorin und Liepe verlief. Unmittelbar am Gletscherende, das durch seine gewaltige Kraft mittransportierte Steine und Blöcke auf engstem Raum stapelte, sind heute noch Blockendmoränenpackungen vorzufinden, z. B. in Sperlingsherberge. Die Dichte an Endmoränen zwischen Chorin-Oderberg und Prenzlau (90 km Abstand) mit insgesamt fünf Endmoränenstaffeln ist nur in diesem Bereich der Pommerschen Vereisung vorzufinden. Neben der Endmoräne am Gletscherrand, weist auch das Grundmoränengebiet im Geopark eine Besonderheit auf, seine Schuttschicht ist nicht wie in anderen Regionen durchschnittlich drei bis fünf Meter dick, sondern an einigen Stellen über 40 m. Der Geopark weist darüber hinaus durch fluviale, glaziale und äolische Prozesse auch Sonderformen wie Kames, Oser und Drumlins auf.

## Tourismus

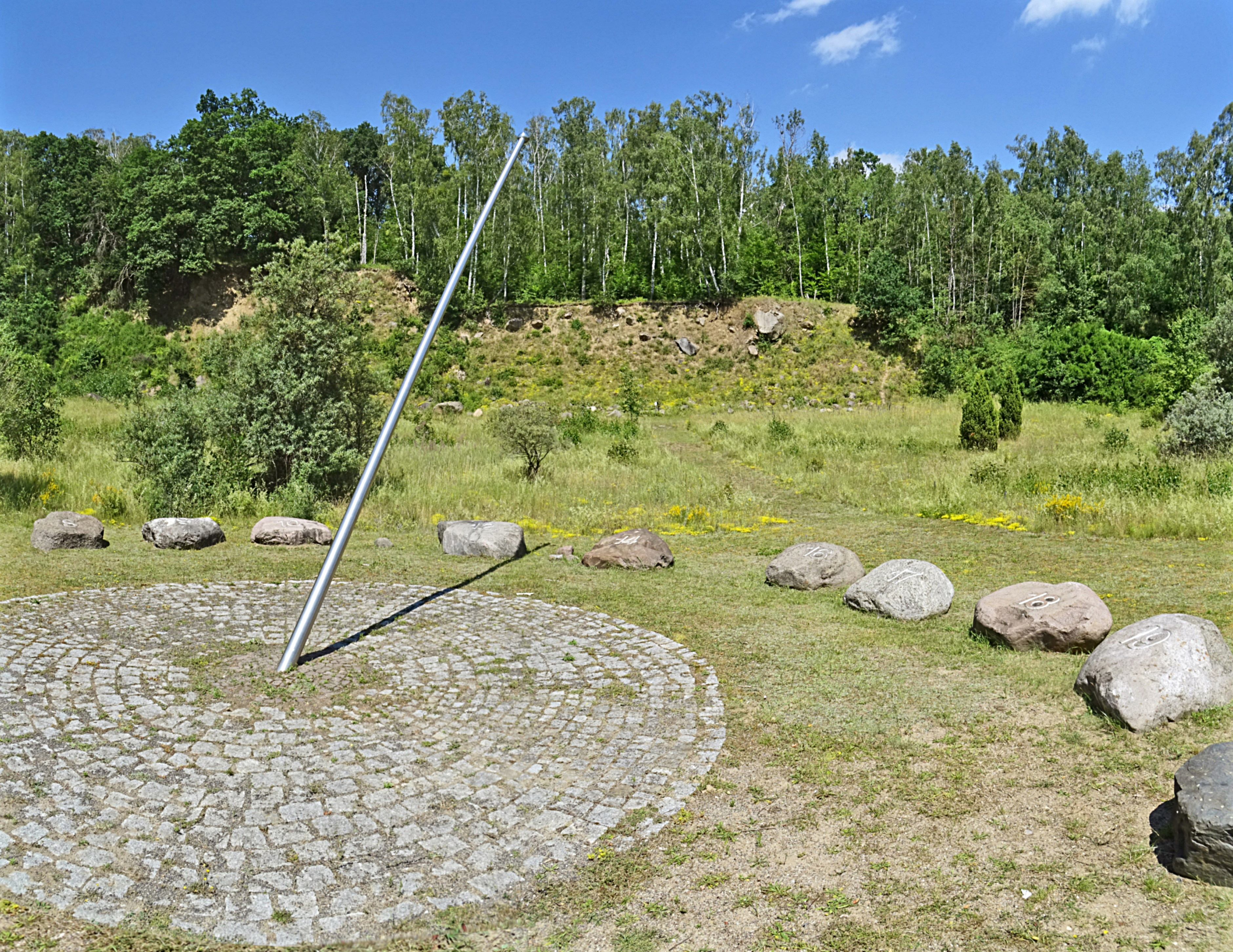
Geopark Sperlingsherberge

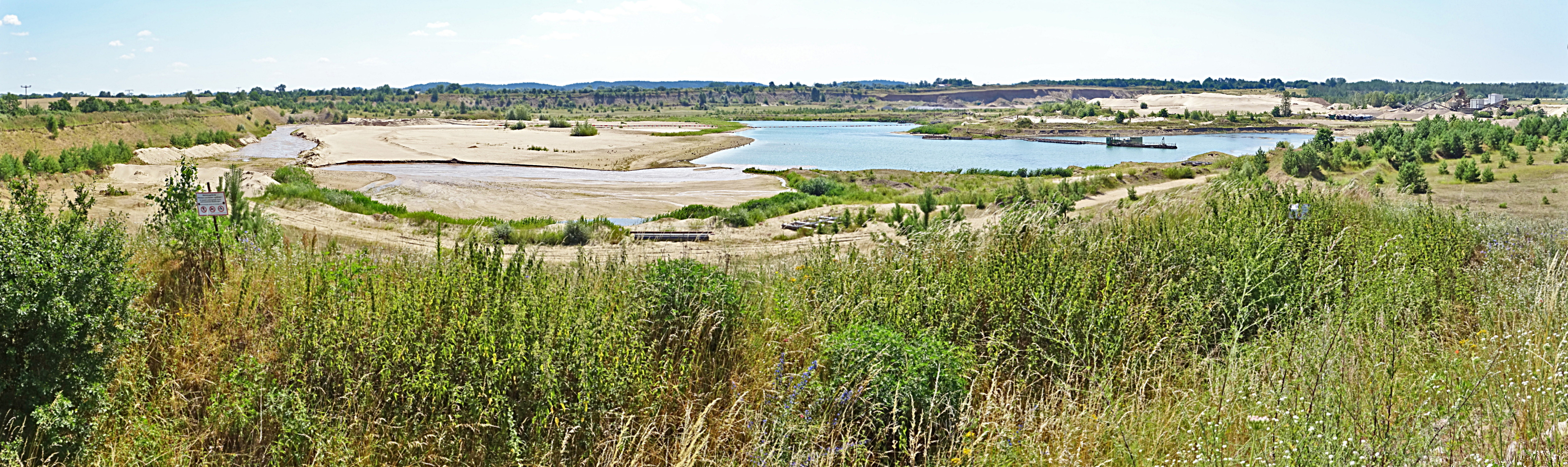
Aussichtspunkt Kiesgrube

Im Kerngebiet befinden sich 13 touristische Anlaufpunkte, die von der Vielfältigkeit der Entstehungs- und Entwicklungsgeschichte der Landschaft Zeugnis ablegen. Diese Anlaufpunkte werden als „Landmarken“ bezeichnet und sind Anlaufstellen für Kultur-, Natur- und geologisch Interessierte. Es handelt sich dabei um bestehende touristische Infrastruktur oder touristische Angebote, die teilweise durch Zusammenarbeit mit örtlichen Vereinen, Institutionen oder Privatpersonen thematisch in die Geopark-Konzeption einbezogen werden konnten, oder sie bezeichnen geotouristische Destinationen im Gelände.
- Landmarke Historische Dampfmühle Groß-Ziethen
- Landmarke Steingrube Sperlingsherberge
- Landmarke Kies- und Sandgrube
- Landmarke Ihlowberge – Willinggrube
- Landmarke Grimnitzer Glasstube
- Landmarke Naturbeobachtungsstation Althüttendorf
- Landmarke Bahnhof Althüttendorf
- Landmarke Kaiserbahnhof Joachimsthal
- Landmarke BioRama Joachimsthal
- Landmarke Burgruine Grimnitz
- Landmarke Holzschuhmacherdorf Friedrichswalde
- Landmarke Kranichdorf Parlow
- Landmarke Denkmal Ensemble Glambeck

Landschaftsführer des Geoparks können Wissenswertes und Geschichtliches rund um das Eberswalder Urstromtal, über die Eiszeit, die Seen, die Flora und Fauna sowie über Naturereignisse, die während der Wanderungen oder Radwanderungen zu sehen sind, erzählen. Eine ständige Geoparkausstellung befindet sich in der Informationsstelle des Biosphärenreservates Schorfheide-Chorin in Joachimsthal. Hier sind vielfältige Informationen zum Geopark und seinen Akteuren sowie Ausschnitte aus der umfangreichen Fossiliensammlung ausgestellt. Insgesamt befinden sich fünf geologische Lehrpfade im Geopark, die insbesondere die Herkunft und Vielfalt der nordischen Geschiebe, überwiegend Findlinge, den Besuchern vorstellen.
Für Touristen wurden zudem so genannte Eiszeittouren (Wander- und Radwandertouren und Wasser- sowie Motorradtouren)entwickelt. Der Kunst- und Kulturpfad Geopark wurde als Gemeinschaftsprojekt des Amtes Joachimsthal (Schorfheide), unterstützt vom RFV e.V. und der Kulturschiene Barnim, im August 2007 beschildert und eröffnet.